# Sun Jun
Sun Jun (en chino: 孙俊; 16 de junio de 1975) es un deportista chino que compitió en bádminton, en la modalidad individual. Está casado con la jugadora de bádminton Ge Fei.
Ganó dos medallas en el Campeonato Mundial de Bádminton, oro en 1999 y plata en 1997. Participó en dos Juegos Olímpicos de Verano, en los años 1996 y 2000, ocupando el quinto lugar en Sídney 2000, en la prueba individual.

## Palmarés internacional
| Campeonato Mundial | Campeonato Mundial     | Campeonato Mundial | Campeonato Mundial |
| Año                | Lugar                  | Medalla            | Prueba             |
| ------------------ | ---------------------- | ------------------ | ------------------ |
| 1997               | Glasgow (Reino Unido)  | Medalla de plata   | Individual         |
| 1999               | Copenhague (Dinamarca) | Medalla de oro     | Individual         |